# 乞食の少年
『乞食の少年』（こじきのしょうねん、仏: Le Jeune Mendiant, 英: The Young Beggar）は、スペインのバロック絵画の巨匠バルトロメ・エステバン・ムリーリョが1645–1650年ごろにキャンバス上に油彩で制作した風俗画である。虱を取っている少年の姿から『虱を取る少年』（しらみをとるしょうねん、英: The Lice-Ridden Boy）としても知られている。ムリーリョは子供の描写に比類のない腕を発揮したが、本作は画家が街頭の子供を描いた最初の作品である。
本作は17世紀のスペインの子供たちの貧困に影響を受けており、イタリア・バロック絵画の巨匠ミケランジェロ・メリージ・ダ・カラヴァッジョの様式に従っている。孤児になった子供に焦点を当て、光と影の技法を補助的に用いており、画家の最も人気のある作品の1つとしてみなされている。かつて、フランス王ルイ16世の王室コレクションにあったが、現在はパリのルーヴル美術館に所蔵されている。

## 背景
貧困にある子供の絵画はフランドルでは非常にもてはやされていたが、それは居酒屋の場面を含む下層階級の人々の風俗画の長い伝統によるものであった。
スペイン黄金世紀の最後の偉大な画家として、ムリーリョは、第一に聖人やイエス・キリストを壮大に描いた宗教画家であった。画家の貧者に対する関心はおそらくフランシスコ会の慈善の教義に関連があり、実際、彼はフランシスコ会のためにしばしば仕事をしていた。セビーリャのフランシスコ会のために、ムリーリョは『天使たちの厨房』 (ルーヴル美術館) と題された絵画を含む一連の作品を制作した。

## 作品

### 主題
この作品は間違いなく、スペイン黄金世紀のセビーリャの街頭に横行していた惨状に触発されている。誤った政策の結果として、自活しなければならなかった孤児たちの問題があったのである。宗派の違いにより人々の間で対立があっただけでなく、子供たちに影響を及ぼした疫病もあった。『乞食の少年』は、虱を取っている子供を描いている。画家は、この光景を実際のモデルを使って注意深く写生したに違いない。10歳前後の少年の服はボロボロで、他のボロ布で継ぎ当てがされているように見える。周りには、彼の哀れな境遇を示す事物が散らばっている。見事な質感を見せる素焼きの壺、リンゴの入った籠、エビの食べかすなどである。
ムリーリョは自身の生い立ちによりこうした絵画を制作するようになった可能性があり、また自身の周囲の環境から触発された。彼は子供の時、孤児となり、親戚に養育されたのである。この作品は慈善の寓意であるのかもしれない。貧者と貧困への共感は、実際、スペインの修道士、知識人、そして芸術家たちにとって、最も明白な主題の1つであった。このような趣味には、上述のようにムリーリョがしばしば作品の制作を依頼されたフランシスコ会当局の確固たる信念が如実に表されている。本作には、謎めいた秘密や宗教的意味が隠されていると考える美術史家もいる。容赦なく少年を照らす日光と少年の挙動は、なんらかの聖人伝の1場面を暗示しているのかもしれない。
ムリーリョの貧困層の少年たちの絵画はまた、当時のスペインのピカレスク小説にも影響を受けている。無頼漢の英雄や愚かな騎士の物語を描いたことで知られる小説家のミゲル・デ・セルバンテスの作品も、ムリーリョにとっての大きな霊感源であった。

### 様式
『乞食の子供』は、ムリーリョの以前の作品とは異なっている。以前の作品は、彼の師であったホルヘ・カスティーリョの他に、フランシスコ・デ・スルバラン、アロンソ・カーノらの様式に倣ったものであった。その様式はカラヴァッジョに非常に類似したもので、光と影のコントラストを用いたものであった。本作もカラヴァッジョへのオマージュとなっているが、描かれているのは超自然主義的な光ではなく、アンダルシア地方の陽光とその影である。この絵画はまた、巧みな自由で厚い筆致を用いるムリーリョの素晴らしい様式を示しており、描かれている少年の足の裏などに緻密な細部描写が与えられている。この様式は、ジョシュア・レノルズ、ジョン・コンスタブル、エドゥアール・マネらの後代の画家たちに影響を与えた。

## 解釈
地面にあるエビの食べ残しとリンゴの籠から、少年は食後に休んでいると解釈できる。
虱を取る行為は自身の心身を制御下に置く方策として見ることができるが、それはオランダの風俗画においては母によりしばしばなされる衛生上の行為である。
『乞食の少年』を魅惑的なものにしているのは、少年が自身の貧しい境遇に影響されていないことである。少年は、ミゲル・デ・セルバンテスのピカレスク小説『ドン・キホーテ』に登場するロシナンテという名の馬に比較されてきた。ロシナンテは奇妙な性質を持ち、過重な労働をする。ロシナンテは、本作の少年のように害虫にたかられている低品種の馬として見られた。

## 評価
ムリーリョの宗教画とは異なり、『乞食の少年』は即座に高い芸術作品とは賞賛されなかった。ムリーリョは、セビーリャにおけるスペインの貧困の過酷な現実を真には反映していない、理想的な街頭の子供を創造することに注意を向けすぎたと批判された。
本作はまた、劇的、または演劇的すぎる烈しい光とポーズを用いていると批判された。しかしながら、後の解釈がこの特質をむしろ作品の長所として見ることで、批判は問われることになった。少年は貧しい状態に影響を受けておらず、それが彼を魅力的にしているのである。
それでも、他の画家たちが同主題の複製を制作するようになって、ムリーリョの作品は評価が下がった。そして、最も彼の評価に影響したのは、画家自身が多くの作品に決して署名しなかったことである。
ロココの時代になってようやく、『乞食の少年』や街頭の子供たちの同様の主題の絵画がより高く評価されるようになった。スペイン国外で、街頭の子供たちを描くムリーリョの技術が賞賛された。1658年ごろ、本作はロンドンのグレイ法曹院で展示されたことが記録されており、早くも1650年代に作品がセビーリャから出てしまっていたことを証だてている。本来、『ブドウを食べる2人のスペインの少年たち』と題された『ブドウとメロンを食べる子供たち』 (アルテ・ピナコテーク、ミュンヘン) もまた、スペイン国外でムリーリョの人気を不動のものとした作品であった。

## 来歴
ムリーリョの街頭の子供たちや物乞いをする子供たちの絵画は、バロック時代の終わりに人気となり、アントウェルペン、ロッテルダム、ロンドン各市で個人収集家に売却された。 それらは大部分が、個人的展示のために作品を欲した商人や収集家たちにより購入された。
『乞食の少年』は、ムリーリョの最も人気のあった作品の1つで、ルブラン (Lebrun) という名の画商に購入され、後にルイ15世の王室コレクション用に売却された。これは稀なことであった。というのは、フランスの王室コレクションに作品が入ったスペインのわずか3人の画家のうち、ムリーリョはその1人となったからである。他の2人は、ディエゴ・ベラスケスとフランシスコ・コリャンテス であった。

## 関連作品

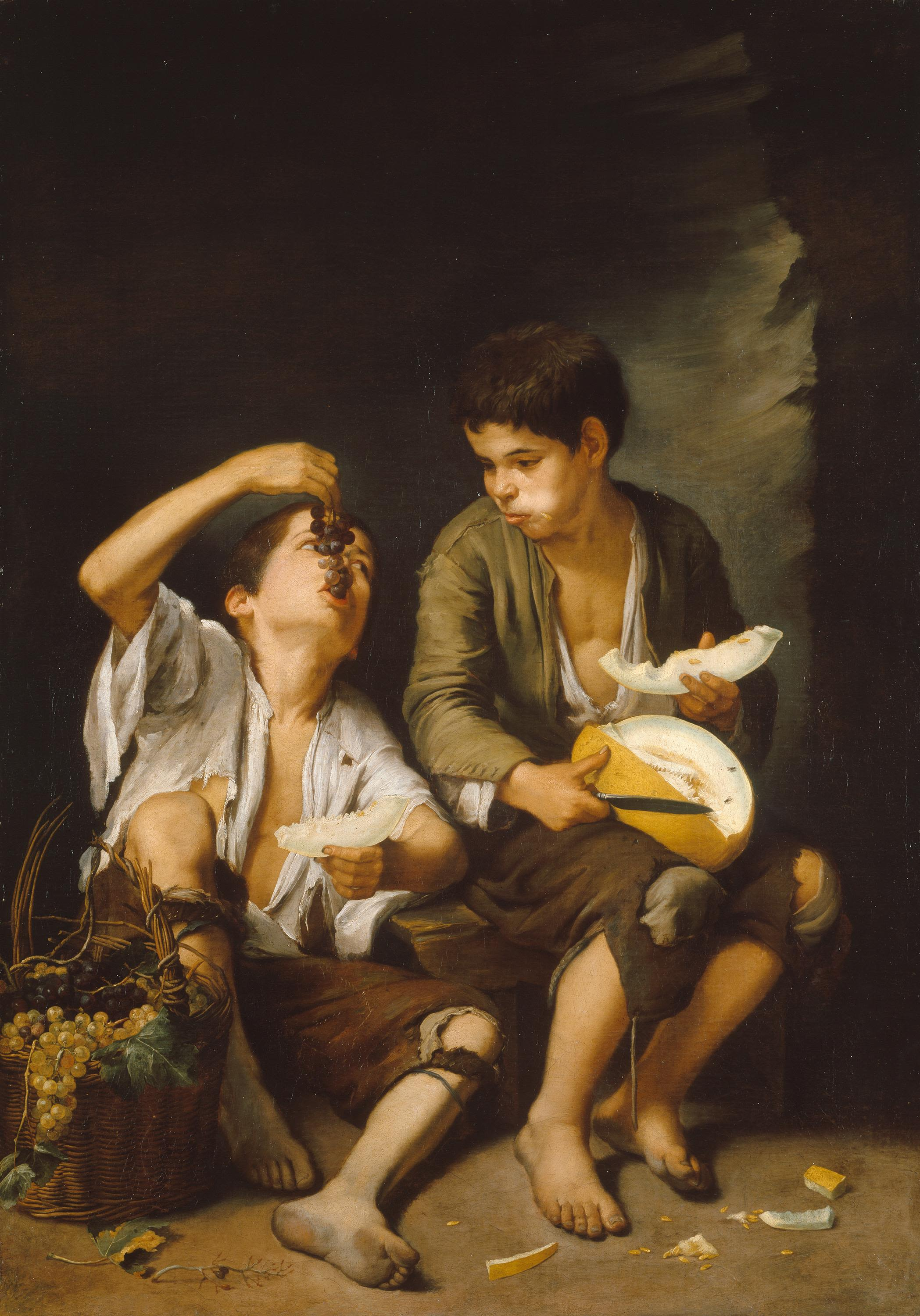
ムリーリョ『ブドウとメロンを食べる子供たち』 (1645–1650年ごろ)、アルテ・ピナコテーク、ミュンヘン
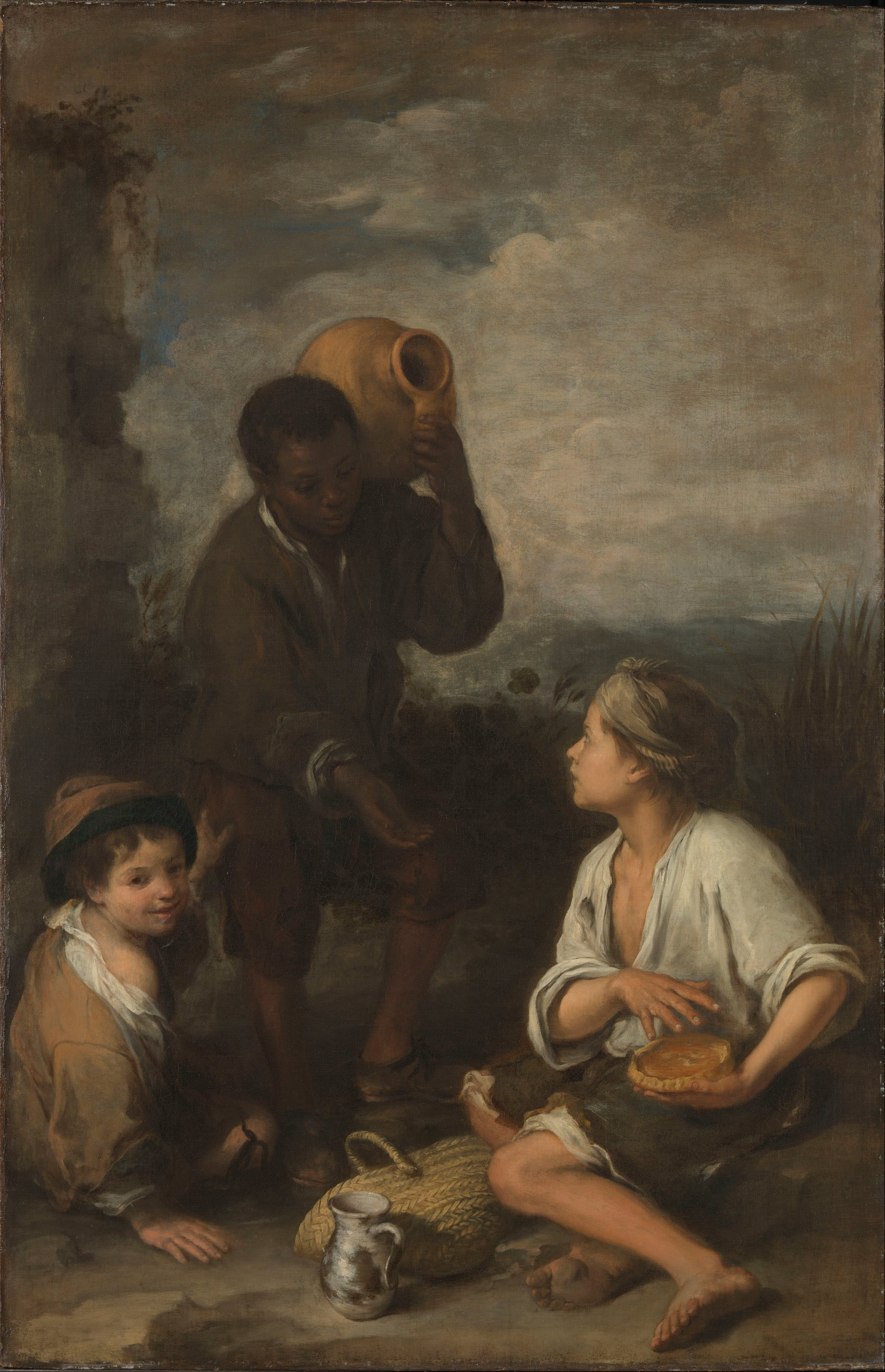
ムリーリョ『三人の少年』 (1660年ごろ)